# Synema flavipes
Synema flavipes là một loài nhện trong họ Thomisidae.
Loài này thuộc chi Synema. Synema flavipes được Maria Dahl miêu tả năm 1907.